# Coirpre Cromm mac Crimthainn
Coirpre Cromm mac Crimthainn (mort vers 577) était un roi de Munster (en irlandais : Muman), l'un des cinq royaumes d'Irlande. Il appartenait à la famille des Eóganacht Glendamnach, une branche du clan des Eóganachta descendant d'Óengus mac Nad Froích (mort en 489), le premier roi chrétien de Muman, par son fils Eochaid mac Óengusa. 

## Biographie
Il était le fils de Crimthann Srem mac Echado (mort vers 542). Suivant Keating, Coirpre fut surnommé Cromm parce qu'il avait été élevé à Cromghlaise : 
Droit il était de la tête aux pieds,
Un homme vraiment vaillant était Cairbre Crom ;
La raison pour laquelle il reçut ce nom
Était qu'il fut élevé à Cromghlais.
La chronologie des rois de Muman du VIe siècle est contradictoire. Les Annales de Tigernach le mentionnent comme roi en 542 mais nomment un autre roi en 545 : Cormac mac Aillela,. Les annales mentionnent ensuite sa mort en 577 après un règne de 17 ans. Ceci lui donnerait un règne s'étendant entre 560 et 577. Les listes des rois contenues dans les Laud Synchronisms, le Livre de Leinster et la saga Senchas Fagbála Caisil (L'histoire de la découverte de Cashel) le mentionnent également, tout comme Keating qui ne lui accorde toutefois qu'un règne de 3 ans, contre 22 pour les Laud Synchronisms. 
Vers 571-573, il livra la bataille de Feimin (ou Feimhean, une plaine entre Cashel et Clonmel, dans le comté de Tipperary) et vainquit Colmán Bec mac Diarmata (mort en 587) et beaucoup des hommes de Meath furent tués. Un poème sur l'origine du nom du Loch Cenn apporte les informations suivantes sur la bataille : 
Le Loch Cenn ! malheur à celui qui rame le long de ses rives ! Cairpre l'a empli de têtes, jusqu'à ce que tout ne soit plus que sang sous les eaux et sur les eaux. Le Loch Silenn, depuis cette époque... il l'a rempli Cairpre, le guerrier du Cairn, et de là vient le nom du Loch Cenn.
On lui connaît deux fils : 
- Áed Fland Cathrach, qui fut à l'origine des derniers rois de la ligne de Glendamnach. Il donna Cloyne à Dieu et son premier évêque fut Saint Colman de Cloyne[9]. Sa veuve, Cumman, se remaria avec Feidlimid mac Tigernaig, qui fut également roi de Muman[10].
- Feidlimid mac Coirpri Chruimm, qui fut peut-être un roi de Muman.